# 서울환경영화제
서울국제환경영화제(Seoul International ECO Film Festival, SIEFF)는 세계3대 환경영화제 중 하나이자 아시아 최대 환경영화제로, 환경재단이 주최하고 있다. 서울국제환경영화제는 영화를 통해 우리 삶을 둘러싸고 있는 커다란 고리, 환경과 인간의 공존을 생각하는 축제이다. 2004년에 첫 발을 내디딘 서울국제환경영화제는 부분경쟁을 도입한 국제영화제로, 매년 세계 각국 100여 편의 우수한 환경영화를 발굴하고 소개해 왔다. 2009년부터는 전세계 환경영화제들의 네트워크인 그린필름네트워크 소속으로 활발히 활동하고 있다. 2018년에는 '채식'과 '고양이'를 주제로 테마영화제를 진행했다.

### 영문표기 변경
녹색이나 자연이라는 한정된 이미지에서 벗어나 삶과 밀접한 환경적 화두를 제시하기 위해 2018년부터 영문 명칭을 '그린 필름 페스티벌 인 서울'(Green Film Festival In Seoul, GFFIS)에서 '서울 에코 필름 페스티벌'(Seoul Eco Film Festival, SEFF)로 변경했다.
2022년 서울국제환경영화제 (Seoul International ECO Film Festival, SIEFF)로 명칭을 변경하여 국제 환경영화제로서의 위상을 강화하고 있다.

### 집행위원장 위촉
2018년 서울환경영화제 집행위원장으로 이명세 감독이 위촉됐다. 이명세 감독은 1989년 영화 <개그맨>으로 데뷔해 <인정사정 볼 것 없다>, <형사 Duelist>, <M> 등에서 독창적 스타일을 보여줬으며, 평소 환경친화적 생활을 지향하고 있다. 이명세 감독은 소감을 통해 "환경은 오늘의 문제다. 모두가 즐길 수 있는 축제가 되도록 영화제를 만들겠다"고 전했다.

### 주요행사 프로그램
- 그린 토크 - 기후 변화 문제를 진단하고, 미래 세대를 생각하는 장기적 관점에서 대안을 모색하기 위해 기획한 토크 프로그램이다.
- 시네마 그린틴 - 어린이와 청소년들에게 환경의 소중함과 중요성을 교육하기 위해 마련한 특별 프로그램으로 서울환경영화제 영화관람 및 체험, 전시 프로그램에 참여 할 수 있는 기회가 주어진다. 전국 소재 초,중,고, 대안학교 재학생 및 모든 청소년이 신청 가능하다.

## 역대 수상

### 제1회
| 시상 구분           | 수상작                    | 감독   |
| ------------------- | ------------------------- | ------ |
| 국제경선 대상       | 《우리 산이야》           | 김성환 |
| 다큐멘터리 부문상   | 《솔개 그 마지막 날개짓》 | 박환성 |
| 다큐멘터리 부문가작 | 《바람》                  | 민제휘 |
| 단편 부문상         | 《우리 집이 여기야!》     | 서석준 |
| 단편 부문가작       | 《에스쎄티카 002》        | 송주명 |

### 제2회
| 시상 구분                 | 수상작                 | 감독                |
| ------------------------- | ---------------------- | ------------------- |
| 국제경선 대상             | 《북회귀선》           | 에후니오 뽈고브스키 |
| 국제경선 우수상           | 《쉿, 아이들이 있어!》 | 디나즈 스태포드     |
| 국제경선 우수상           | 《씬 엠바고》          | 주디스 그레이       |
| 국제경선 우수상           | 《위기의 원숭이》      | 커 친유안           |
| 국제환경영화경선 - 관객상 | 《씬 엠바고》          | 주디스 그레이       |
| 단편 부문상               | 《똥의 힘》            | 최민근              |

### 제3회
| 시상 구분                 | 수상작              | 감독        |
| ------------------------- | ------------------- | ----------- |
| 국제경선 대상             | 《사선에서》        | 사샤 스노우 |
| 국제경선 우수상           | 《체르노빌, 그 후》 | 훌리오 소토 |
| 국제환경영화경선 - 관객상 | 《사선에서》        | 사샤 스노우 |
| 단편 부문상               | 《환》              | 주재형      |

### 제4회
| 시상 구분                            | 수상작                       | 감독                   |
| ------------------------------------ | ---------------------------- | ---------------------- |
| 국제경선 대상                        | 《The Forest for the Trees》 | Bernadine Mellis       |
| 국제경선 우수상                      | 《Switch off》               | 마넬 마욜              |
| 국제환경영화경선 - 관객상            | 《그들의 바다》              | 김운기                 |
| 단편 부문상                          | 《Fridays at the Farm》      | Richard Power Hoffmann |
| 아베다 한국환경영화상 - 관객심사단상 | 《살기 위하여》              | 이강길                 |

### 제5회
| 시상 구분                            | 수상작            | 감독               |
| ------------------------------------ | ----------------- | ------------------ |
| 국제경선 대상                        | 《에덴》          | 김혜원             |
| 국제경선 우수상                      | 《잡초는 없다》   | 오규익             |
| 국제환경영화경선 - 장편대상          | 《구름이 걷힐때》 | 앤 슬릭            |
| 국제환경영화경선 - 단편대상          | 《침묵의 눈》     | 얀 반 덴 베르그    |
| 국제환경영화경선 - 심사위원 특별상   | 《푸지에》        | 야마다 카즈야      |
| 국제환경영화경선 - 관객상            | 《푸지에》        | 야마다 카즈야      |
| 국제환경영화경선 - 특별언급          | 《떡갈나무 #419》 | 로버트 하딩 피트먼 |
| 아베다 한국환경영화상 - 관객심사단상 | 《잡초는 없다》   | 오규익             |

### 제6회
| 시상 구분                            | 수상작                                         | 감독               |
| ------------------------------------ | ---------------------------------------------- | ------------------ |
| 국제환경영화경선 - 장편대상          | 《재앙을 위한 레시피》                         | 존 웹스터          |
| 국제환경영화경선 - 단편대상          | 《아라키스: 빼앗긴 목소리》                    | 안드레아 디 나르도 |
| 국제환경영화경선 - 단편대상          | 《즐린 수프》                                  | 아킬 나즐리 키야   |
| 국제환경영화경선 - 심사위원 특별상   | 《농민가》                                     | 윤덕현             |
| 국제환경영화경선 - 관객상            | 《왕가리 마타이, 나무를 심는 여인》            | 리사 머튼          |
| 국제환경영화경선 - 특별언급          | 《넌 지금 뭘 먹고 있니?》                      | 캐서린 건드        |
| 아베다 한국환경영화상 - 대상         | 《농민가》                                     | 윤덕현             |
| 아베다 한국환경영화상 - 우수상       | 《섬의 하루》                                  | 양동규             |
| 아베다 한국환경영화상 - 관객심사단상 | 《지리산 제3부 유전 자원의 보고, 왕등재 습지》 | 배상효             |
| 아베다 한국환경영화상 - 특별언급     | 《앞산전》                                     | 김지현             |

### 제7회
| 시상 구분                            | 수상작                        | 감독                      |
| ------------------------------------ | ----------------------------- | ------------------------- |
| 국제환경영화경선 - 장편대상          | 《중금속 인생》               | 진 후아칭, 수 지아밍      |
| 국제환경영화경선 - 단편대상          | 《마른 땅의 농사꾼》          | 리앙 자오                 |
| 국제환경영화경선 - 심사위원 특별상   | 《그곳엔 아무도 살지 않는다》 | 안드레아스 아포스톨리디스 |
| 국제환경영화경선 - 관객상            | 《다이브!》                   | 제레미 세이퍼트           |
| 아베다 한국환경영화상 - 대상         | 《범준이》                    | 정경환                    |
| 아베다 한국환경영화상 - 우수상       | 《물의 여행》                 | 임완호                    |
| 아베다 한국환경영화상 - 관객심사단상 | 《다섯번째 계절》             | 민성아                    |

### 제8회
| 시상 구분                            | 수상작                             | 감독                                       |
| ------------------------------------ | ---------------------------------- | ------------------------------------------ |
| 국제환경영화경선 - 장편대상          | 《더 파이프》                      | 리스테드 오돔네일                          |
| 국제환경영화경선 - 단편대상          | 《레오니드 이야기》                | 라이너 루트비크스, 테티아나 체르니아브스카 |
| 국제환경영화경선 - 심사위원 특별상   | 《트럭 농장》                      | 이언 체니                                  |
| 국제환경영화경선 - 관객상            | 《트럭 농장》                      | 이언 체니                                  |
| 아베다 한국환경영화상 - 대상         | 《야만의 무기》                    | 이강길                                     |
| 아베다 한국환경영화상 - 우수상       | 《잔인한 계절》                    | 박배일                                     |
| 아베다 한국환경영화상 - 관객심사단상 | 《마이 스윗 홈 - 국가는 폭력이다》 | 김청승                                     |
| 아베다 한국환경영화상 - 특별언급     | 《엄마까투리》                     | 정길훈                                     |
| 아베다 한국환경영화상 - 특별언급     | 《배다리 사람들》                  | 김소희                                     |
| 아베다 한국환경영화상 - 특별언급     | 《사라질 것들에 대한 마지막 예우》 | 이지웅                                     |

### 제9회
| 시상 구분                          | 수상작                       | 감독                                                         |
| ---------------------------------- | ---------------------------- | ------------------------------------------------------------ |
| 국제환경영화경선 - 장편대상        | 《도쿄연가: 까마귀의 노래》  | 존 햅타스, 크리스틴 사무엘슨                                 |
| 국제환경영화경선 - 단편대상        | 《레이더스: 씨앗 원정대》    | 아킬 나즐리 카야                                             |
| 국제환경영화경선 - 심사위원 특별상 | 《얼음의 땅, 깃털의 사람들》 | 조엘 히스                                                    |
| 국제환경영화경선 - 심사위원 특별상 | 《고통의 씨앗》              | 미카 X. 페레드                                               |
| 아베다 한국환경영화상 - 대상       | 《Jam Docu 강정》            | 경순, 최하동하, 최진성, 양동규, 홍형숙, 권효, 정윤석, 김태일 |
| 아베다 한국환경영화상 - 우수상     | 《하얀 돼지》                | 양경모                                                       |

### 제10회
| 시상 구분                            | 수상작                           | 감독                      |
| ------------------------------------ | -------------------------------- | ------------------------- |
| 국제환경영화경선 - 장편대상          | 《톤레삽강은 멈추지 않는다》     | 칼리야니 맘               |
| 국제환경영화경선 - 단편대상          | 《사라진 마을, 알로스》          | 다니엘레 아트제니         |
| 국제환경영화경선 - 심사위원 특별상   | 《춤추는 숲》                    | 강석필                    |
| 국제환경영화경선 - 관객상            | 《블랙피쉬》                     | 가브리엘라 코우퍼스웨이트 |
| 아베다 한국환경영화상 - 대상         | 《팔당 사람들》                  | 고은진                    |
| 아베다 한국환경영화상 - 우수상       | 《안개와 연기》                  | 차재민                    |
| 아베다 한국환경영화상 - 관객심사단상 | 《당신이 버린 개에 관한 이야기》 | 이종혁, 김혜정            |

### 제11회
| 시상 구분                          | 수상작                            | 감독                       |
| ---------------------------------- | --------------------------------- | -------------------------- |
| 국제환경영화경선 - 장편대상        | 《댐네이션》                      | 벤 나이트, 트래비스 럼멜   |
| 국제환경영화경선 - 장편대상        | 《할머니가 간다!》                | 하바드 버스트네스          |
| 국제환경영화경선 - 단편대상        | 《세상에서 가장 안전한 핵발전소》 | 헬레나 우프나겔            |
| 국제환경영화경선 - 심사위원 특별상 | 《우리는 이길 필요가 없다》       | 페르난도 빌체즈 로드리게즈 |
| 국제환경영화경선 - 관객상          | 《댐네이션》                      | 벤 나이트, 트래비스 럼멜   |
| 한국환경영화상 - 대상              | 《잡식가족의 딜레마》             | 황윤                       |
| 한국환경영화상 - 우수상            | 《두물머리》                      | 서동일                     |
| 한국환경영화상 - 우수상            | 《밀양전》                        | 박배일                     |
| 한국환경영화상 - 관객심사단상      | 《두물머리》                      | 서동일                     |
| 한국환경영화상 - 청록상            | 《화목한 수레》                   | 백승화                     |

### 제12회
| 시상 구분                          | 수상작                 | 감독                |
| ---------------------------------- | ---------------------- | ------------------- |
| 국제환경영화경선 - 장편대상        | 《프릭 아웃!》         | 칼 제버             |
| 국제환경영화경선 - 단편대상        | 《파카》               | 가브리엘 세라       |
| 국제환경영화경선 - 심사위원 특별상 | 《메타모포즌》         | 세바스찬 메즈       |
| 국제환경영화경선 - 관객상          | 《프릭 아웃!》         | 칼 제버             |
| 국제환경영화경선 - 특별언급        | 《이야 모노가타리》    | 츠타 테츠이치로     |
| 국제환경영화경선 - 특별언급        | 《누클리어 네이션 II》 | 후나하시 아츠시     |
| 한국환경영화상 - 대상              | 《밀양 아리랑》        | 박배일              |
| 한국환경영화상 - 우수상            | 《크랭스》             | 정교민, 톰 위첼로우 |
| 한국환경영화상 - 관객심사단상      | 《밀양 아리랑》        | 박배일              |

### 제13회
| 시상 구분                          | 수상작                     | 감독               |
| ---------------------------------- | -------------------------- | ------------------ |
| 국제환경영화경선 - 장편대상        | 《하우 투 체인지 더 월드》 | 제리 로스웰        |
| 국제환경영화경선 - 단편대상        | 《피고인들》               | 하이디 리 더글라스 |
| 국제환경영화경선 - 심사위원 특별상 | 《비혜마수》               | 리앙 자오          |
| 한국환경영화경선 - 장편대상        | 《그럼에도 불구하고》      | 김영조             |
| 한국환경영화경선 - 단편대상        | 《핵마피아》               | 김환태             |
| 한국환경영화경선 - 특별언급        | 《내사랑 한옥마을》        | 김정인             |
| 한국환경영화경선 - 우수상          | 《하우 투 체인지 더 월드》 | 제리 로스웰        |
| 한국환경영화경선 - 관객심사단상    | 《그럼에도 불구하고》      | 김영조             |

### 제14회
| 시상 구분                          | 수상작              | 감독                   |
| ---------------------------------- | ------------------- | ---------------------- |
| 국제환경영화경선 - 장편대상        | 《플라스틱 차이나》 | 왕구량                 |
| 국제환경영화경선 - 심사위원 특별상 | 《시린의 노래》     | 시린 바그나바드        |
| 한국환경영화경선 - 관객상          | 《앵그리 이누크》   | 알레시아 아르나쿡-바릴 |
| 한국환경영화경선 - 장편대상        | 《개의 역사》       | 김보람                 |
| 한국환경영화경선 - 우수상          | 《올 리브 올리브 》 | 김태일, 주로미         |
| 한국환경영화경선 - 관객심사단상    | 《올 리브 올리브 》 | 김태일, 주로미         |

### 제15회
| 시상 구분                       | 수상작                 | 감독                           |
| ------------------------------- | ---------------------- | ------------------------------ |
| 국제환경영화경선 - 장편대상     | 《울타리 밖의 사람들》 | 플라비오 마르체티              |
| 국제환경영화경선 - 장편대상     | 《창세기 2.0》         | 크리스챤 프레이, 맥심 아부개브 |
| 국제환경영화경선 - 관객상       | 《산호초를 따라서》    | 제프 올롭스키                  |
| 한국환경영화경선 - 장편대상     | 《카운터스》           | 이일하                         |
| 한국환경영화경선 - 우수상       | 《소성리》             | 박배일                         |
| 한국환경영화경선 - 관객심사단상 | 《카운터스》           | 이일하                         |

### 2019년
| 시상 구분                          | 수상작           | 감독             |
| ---------------------------------- | ---------------- | ---------------- |
| 국제환경영화경선 - 장편대상        | 《진흙》         | 신시아 웨이드 외 |
| 국제환경영화경선 - 심사위원 특별상 | 《더 히든 시티》 | 빅터 모레노      |
| 한국환경영화경선 - 관객상          | 《진흙》         | 신시아 웨이드 외 |
| 한국환경영화경선 - 특별언급        | 《알바트로스》   | 크리스 조던      |
| 한국환경영화상 - 대상              | 《동물, 원》     | 왕민철           |
| 한국환경영화상 - 우수상            | 《펀치볼》       | 김영조           |
| 한국환경영화상 - 관객상            | 《펀치볼》       | 김영조           |

## 테마영화제

### 채식영화제
2018년, 환경재단 서울환경영화제 사무국은 영화를 통해 채식 문화를 알리고 윤리적 소비를 지향하자는 취지를 담아 국내 최초 '채식영화제'를 개최했다. 채식이 개인의 건강 뿐 아니라 기후변화 및 환경문제 해결에 도움이 될 수 있다는 사실을 함께 이야기할 수 있는 축제의 장이다. 특히 영화 상영 직후 부대 프로그램인 <맛있는 영화관>을 통해 비건(Vegan)식을 맛보며 <재료의 산책>팝업식당 요리사 요나와 함께 채식에 관한 토크가 진행됐다.
| 상영작                  | 감독          |
| ----------------------- | ------------- |
| 100억의 식탁            | 발렌틴 투른   |
| 해피 해피 브레드        | 미시마 유키코 |
| 고기를 원한다면         | 마리즌 프랑크 |
| 나의 언덕이 푸르러질 때 | 올리버 디킨슨 |
| 잡식가족의 딜레마       | 황윤          |
| 트루맛쇼                | 박나림        |

### 고양이영화제
'생명'과 '공존'을 이야기하는 <2018 고양이영화제>를 개최했다. 고양이영화제를 통해 서울환경영화제 사무국은"우리 사회의 배려심, 생명 존중에 대한 관심을 촉구하기 위해 주위의 가까운 반려 동물이자 도시의 대표적인 야생동물 고양이에 대한 이야기하고자 했다. 특히 길고양이가 열악한 도시 환경과 사회적 편견에 노출돼 있는 현실을 파악했으며 온라인에서 사전에 도둑고양이가 아닌 길고양이로 등재될 수 있도록 서명캠페인을 벌이기도 했다.
| 상영작                | 감독                                 |
| --------------------- | ------------------------------------ |
| 고양이 케디           | 제다 토룬                            |
| 파리의 도둑고양이     | 장 루프 펠리시올리, 알랑 가그놀      |
| 나는 고양이로소이다   | 조은성                               |
| 고양이를 빌려드립니다 | 오기가미 나오코                      |
| 오늘도 위위           | 박범준                               |
| 루돌프와 많이있어     | 유야마 쿠니히코, 사카키바라 모토노리 |

1. ↑  “[2018 고양이영화제 - 2018 고양이영화제] 동물과 인간의 행복한 공존, 그 작은 시작”. 2019년 1월 9일에 확인함.